# Centro de Curling Gangneung
Centro de Curling Gangneung (em coreano: 강릉 컬링 센터; em inglês: Gangneung Curling Centre) é uma arena multiuso indoor, localizado na cidade costeira de Gangneung, na Coreia do Sul. Foi inaugurado em 1998 para a disputa do hóquei no gelo nos Jogos Asiáticos de Inverno de 1999. A capacidade atual é de 3 000 espectadores.
Foi utilizado para o Campeonato Mundial Feminino de Curling de 2009, para o Special Olympics de Inverno de 2013 e para o Campeonato Mundial Júnior de Curling de 2017. Foi utilizado tanto para as Olimpíadas de Inverno de 2018 como para os Jogos Paraolímpicos de Inverno de 2018. Será o local para o curling e o curling em cadeiras de rodas. Nos Jogos Olímpicos de Inverno da Juventude de 2024, recebeu todos os eventos do curling.
Foi o único local em Gangneung que já existia antes da eleição de PyeongChang como sede dos Jogos de Inverno de 2018, sendo renovado entre outubro de 2015 e outubro de 2016. Possui quatro andares acima do solo e um nível subterrâneo.